# Anse-à-Veau (arrondissement)
Anse-à-Veau (Haïtiaans-Creools: Ansavo) is een arrondissement van het Haïtiaanse departement Nippes, met 154.000 inwoners. De postcodes van dit arrondissement beginnen met het getal 75.
Het arrondissement Anse-à-Veau bestaat uit de volgende gemeenten:
- Anse-à-Veau (hoofdplaats van het arrondissement)
- Arnaud
- L'Asile
- Petit-Trou-de-Nippes
- Plaisance-du-Sud